# Afroeurydemus
Afroeurydemus é um gênero de besouro das folhas da subfamília Eumolpinae, encontrado na África. O gênero foi separado de Eurydemus em 1965 por Brian J. Selman, que transferiu todas as espécies africanas de Eurydemus que ele tinha visto para este gênero ou gêneros africanos relacionados e considerou provável que Eurydemus estava restrito a Fiji. Muitas espécies também foram originalmente colocadas em Syagrus.

## Espécies
- Afroeurydemus adustus Zoia, 2019[5]
  - Afroeurydemus adustus adustus Zoia, 2019
  - Afroeurydemus adustus tanzaniae Zoia, 2019
  - Afroeurydemus adustus zambesianus Zoia, 2019
- Afroeurydemus annulipes (Pic, 1952)[6]
- Afroeurydemus akaensis Selman, 1972[7]
- Afroeurydemus alluaudi (Lefèvre, 1889)[8]
- Afroeurydemus apicicornis (Lefèvre, 1891)[9][6]
- Afroeurydemus armatus (Achard, 1915)[10]
- Afroeurydemus atricollis (Pic, 1940)[11][6]
- Afroeurydemus atricolor (Pic, 1940)[11][6]
- Afroeurydemus augusti Zoia, 2019[5]
- Afroeurydemus basilewskyi Selman, 1972[7]
- Afroeurydemus bimaculatus (Lefèvre, 1877)[12]
- Afroeurydemus bipunctatus (Weise, 1883)[13]
- Afroeurydemus bredoi (Burgeon, 1941)
- Afroeurydemus brevilineatus (Jacoby, 1900)[14]
- Afroeurydemus brunneopunctatus (Pic, 1941)[6]
- Afroeurydemus caliginosus (Lefèvre, 1891)[9]
  - Afroeurydemus caliginosus caliginosus (Lefèvre, 1891)
  - Afroeurydemus caliginosus discalis (Burgeon, 1941)
- Afroeurydemus carinatus (Bryant, 1954)
- Afroeurydemus congoensis (Burgeon, 1942)[15][16]
- Afroeurydemus cribricollis (Pic, 1939)[6]
- Afroeurydemus decellei Selman, 1973
- Afroeurydemus demoulini Selman, 1972[7]
- Afroeurydemus distinctus Selman, 1972[7]
- Afroeurydemus diversepunctatus (Pic, 1940)[11][6]
- Afroeurydemus flavicans (Harold, 1877)[17]
- Afroeurydemus fortesculptus Zoia, 2019[6]
- Afroeurydemus garambaensis Selman, 1972[7]
- Afroeurydemus ghesquierei (Burgeon, 1941)
- Afroeurydemus guessfeldi (Karsch, 1882)[18]
- Afroeurydemus holasi (Pic, 1953)[6]
- Afroeurydemus holubi (Jacoby, 1897)[19]
- Afroeurydemus hopei (Bryant, 1938)[20]
- Afroeurydemus ituriensis (Weise, 1924)[21]
- Afroeurydemus maculipennis (Jacoby, 1900)[14]
- Afroeurydemus maculosus (Harold, 1877)[17]
- Afroeurydemus marginatus (Jacoby, 1900)[14]
- Afroeurydemus michai Selman, 1972[7]
- Afroeurydemus niger Selman, 1972[7]
- Afroeurydemus nigriceps (Jacoby, 1904)[2]
- Afroeurydemus nigricinctus Selman, 1972[7]
- Afroeurydemus nigricornis Selman, 1972[7]
- Afroeurydemus nigrolimbatus (Ritsema, 1874)[22]
- Afroeurydemus nigrosignatus (Lefèvre, 1877)[6]
- Afroeurydemus nigrostriatus (Jacoby, 1897)[19]
- Afroeurydemus nodieri (Pic, 1941)[6]
- Afroeurydemus nubiensis (Harold, 1877)[17]
- Afroeurydemus obscurellus Selman, 1972[7]
- Afroeurydemus pallidicolor (Pic, 1941)[6]
- Afroeurydemus pallidus Selman, 1972[7]
- Afroeurydemus parvomaculatus Zoia, 2019[6]
- Afroeurydemus puncticollis (Bryant, 1933)[23]
- Afroeurydemus quadrimaculatus (Jacoby, 1904)[2]
- Afroeurydemus rufonitens (J. Thomson, 1858)[24]
- Afroeurydemus rufulus (J. Thomson, 1858)[24]
- Afroeurydemus saegeri Selman, 1972[7]
- Afroeurydemus selmani Zoia, 2019[6]
- Afroeurydemus semicostatus (Pic, 1940)[11][6]
- Afroeurydemus signatus (Pic, 1940)[25][6]
- Afroeurydemus striatipennis (Lefèvre, 1877)[12]
- Afroeurydemus striatus Selman, 1972[7]
- Afroeurydemus testaceicornis (Pic, 1941)[6]
- Afroeurydemus uniformis Selman, 1972[7]
- Afroeurydemus variicolor (Berlioz, 1919)[26]
- Afroeurydemus verschureni Selman, 1972[7]
- Afroeurydemus vrijdaghi (Burgeon, 1941)

Sinônimos:
- Afroeurydemus jansoni (Baly, 1878):[27] synonym of Afroeurydemus carinatus (Bryant, 1954) (priority?)
- Afroeurydemus signatus Selman, 1972:[7] renamed to Afroeurydemus selmani Zoia, 2019[6]
- Angoleumolpus grandis Pic, 1953: synonym of Afroeurydemus bipunctatus (Weise, 1883)
- Eurydemus geniculatus Jacoby, 1904:[2] synonym of Afroeurydemus nubiensis (Harold, 1877)
- Microsyagrus cribricollis Pic, 1952: renamed to Afroeurydemus fortesculptus Zoia, 2019[6]
- Syagrus quadrimaculatus Pic, 1940:[11] renamed to Afroeurydemus parvomaculatus Zoia, 2019[6]